# Rebecca Front
 (juillet 2020).
Rebecca Louise Front (née le 16 mai 1964) est une actrice, écrivaine et comédienne britannique. Elle remporte le prix BAFTA TV 2010 de la meilleure interprétation féminine pour The Thick of It (2009-2012) . 
Elle a joué dans de nombreux rôles à la télévision, comme la Superintendante Jean Innocent dans L'inspecteur Lewis (2006-2014), Madame Bennet dans Death Comes to Pemberley (2013), Mrs Landau dans The Eichmann Show (2015), et Vera dans la série Humans (2015). 

## Filmographie
- 2004-2005 : Nighty Night  : Cathy Cole
- 2006-2014  Inspecteur Lewis : Surintendant principal Jean Innocent
- 2009-2012 : The Thick of It : Nicola Murray
- 2010-2012 : Grandma's House : Tanya
- 2011 : Horrid Henry: The Movie : Miss Oddbod
- 2012-présent : Psychobitches : thérapeute
- 2013-2015 : Up the Women : Helen
- 2014 : Inspecteur Barnaby : Martha Hillcott (S 16 - Épisode 2 : "Colère Divine")
- 2014 : Outnumbered : Mme Raynott (Épisode: "Communication Skills")
- 2015 : Humans : Vera (saison 1)
- 2015 : Doctor Who : Walsh (Épisode: " The Zygon Invasion ")
- 2015 : Le Procès Eichmann : Mrs Landau
- 2018-2019 : Poldark : Lady Whitworth
- 2016 : Billionaire Boy : Mrs Sharpe
- 2016 : Guerre et Paix : Anna Mikhaylovna Drubetskaya
- 2016 : Docteur Thorne : Lady Arabella Gresham
- 2018 : Blackwood, le pensionnat : Mrs Olonsky
- 2019 : Dark Money : Cheryl Denon
- 2019 : The Aeronauts : Tante Frances
- 2020 : Avenue 5 : Karen Kelly
- 2020 : The other one (série télévisée) : Tess
- 2022 : Batgirl d'Adil El Arbi et Bilall Fallah